# Pseudorbitoidinae
Pseudorbitoidinae es una subfamilia de foraminíferos bentónicos de la familia Pseudorbitoididae y de la superfamilia Rotalioidea, del suborden Rotaliina y del orden Rotaliida. Su rango cronoestratigráfico abarca desde el Campaniense hasta el Maastrichtiense (Cretácico superior).

## Clasificación
Pseudorbitoidinae incluye a las siguientes subfamilias y géneros:
- Conorbitoides †
- Historbitoides †
- Pseudorbitoides †
- Rhabdorbitoides †
- Sulcorbitoides †